# Métro de Naples

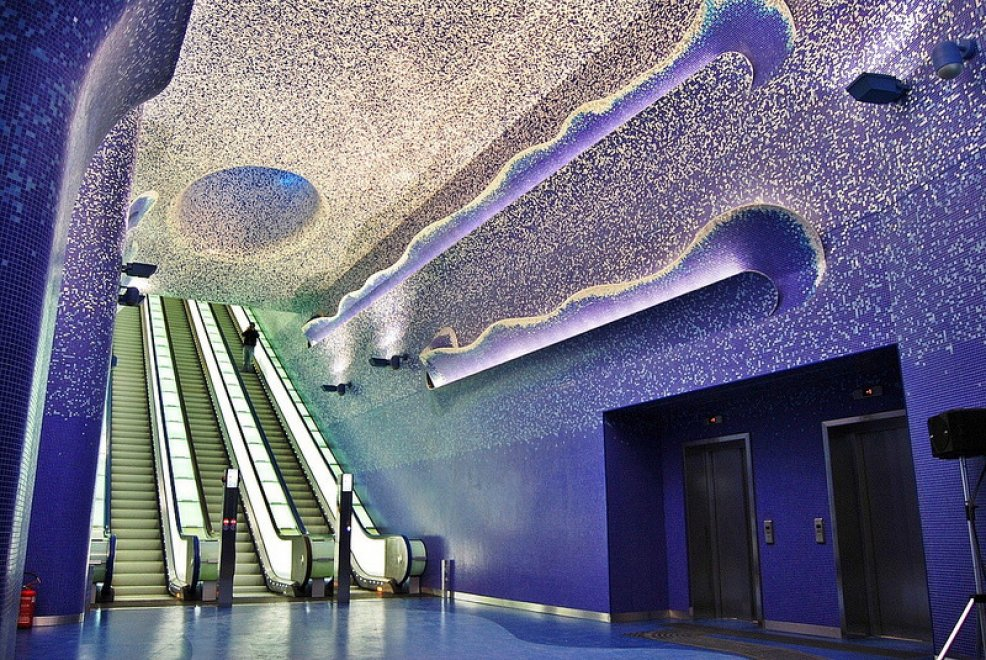
L'intérieur de la station "Toledo" (ligne 1)

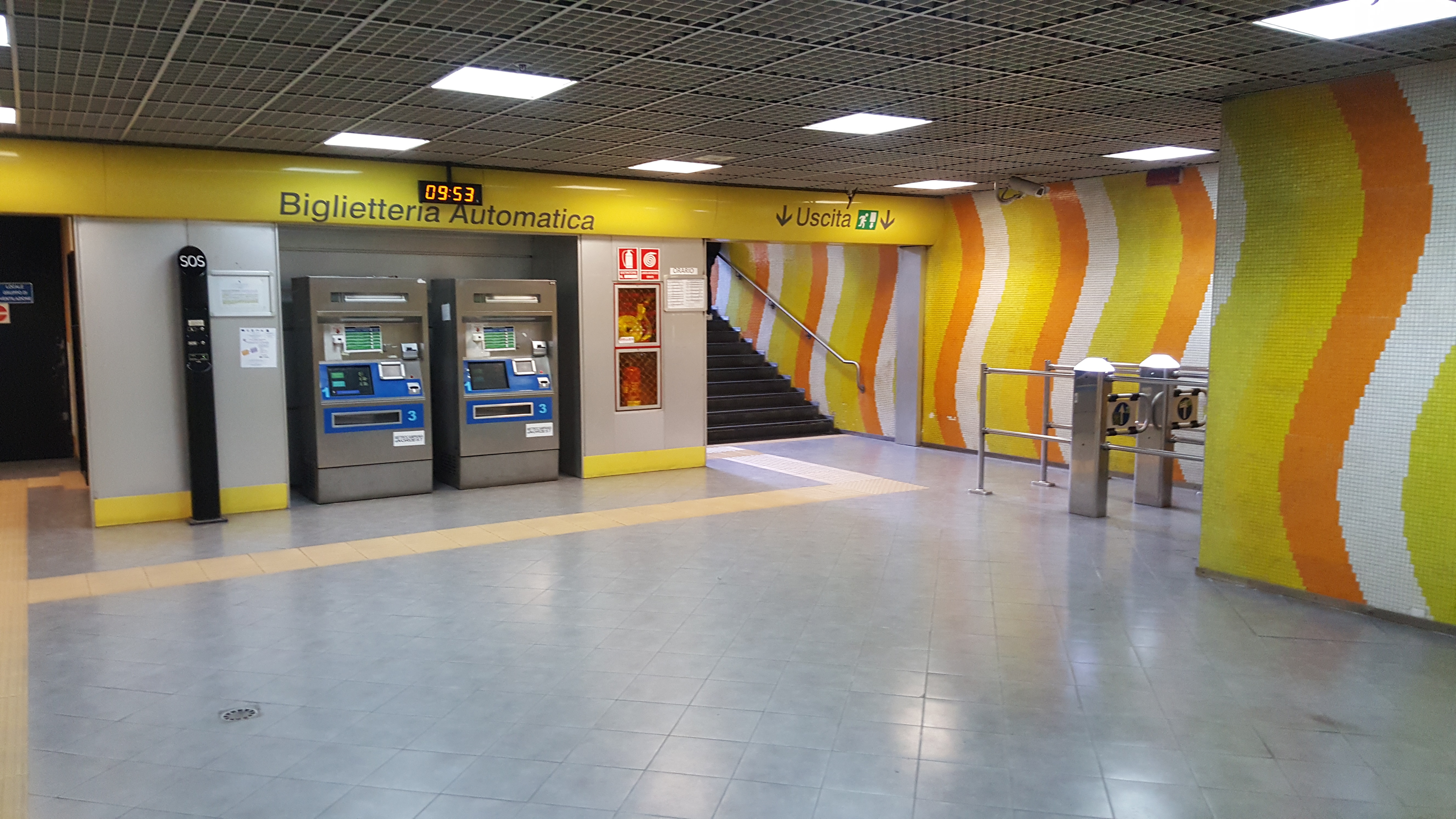
Station "Aversa Centro" de la ligne 11

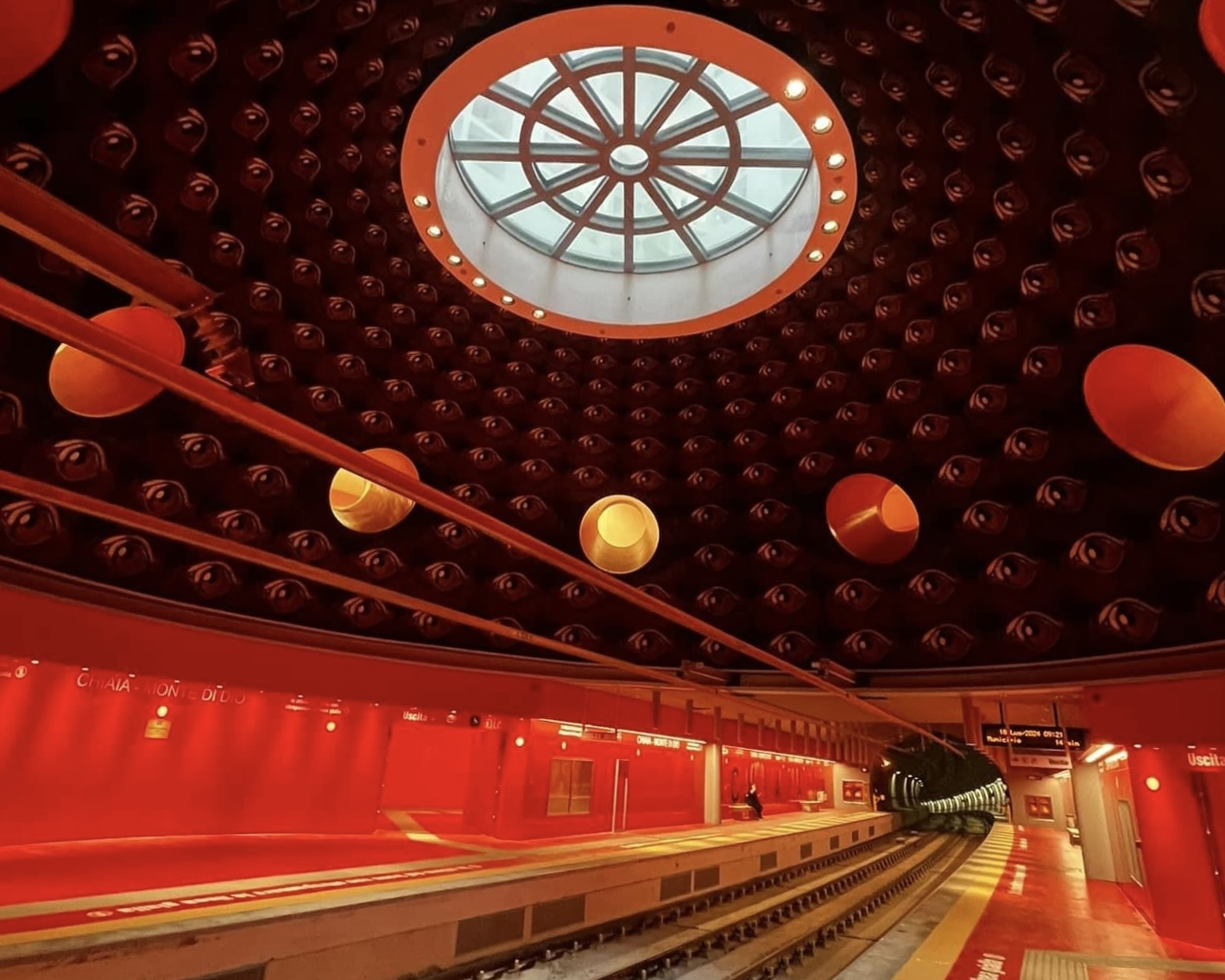
Station "Chiala" sur la ligne 6

Le métro de Naples (en italien : metropolitana di Napoli) est un réseau de métro comprenant trois lignes (ligne 1, ligne 6 et ligne 11) totalisant 36,5 km avec 31 stations. L'exploitant des lignes 1 et 6 est ANM, EAV est l'exploitant de la ligne 11. Les lignes numérotées de 2 à 5, 7 et 8, de 12 a 16 sont des lignes du service ferroviaire métropolitain.
La station Toledo a été élue la plus belle station du métro d'Europe par The Daily Telegraph,.

## Historique

### La ligne 1  (Metro dell'Arte: métro de l'art)
Le projet démarre vers le milieu des années 1960. Les fouilles de la ligne 1 ont commencé en décembre 1976 mais ont subi un arrêt en raison du séisme d'Irpinia de 1980. Avec la reprise des fouilles, les travaux se sont poursuivis lentement en raison de la structure morphologique complexe du territoire de la ville (principalement vallonné) mais aussi en raison de problèmes de nature purement financière. Les travaux furent arrêtés en 1984, alors que seulement 1,2 km avaient été construits, par manque de financement. Une aide de la BEI fut nécessaire. Les travaux reprirent en 1986. En juillet 1986, Ansaldo obtient un contrat clé-en-main pour les équipements du métro. La ligne devait être mise en service pour la coupe du monde de football de 1990.
Prévu pour une inauguration en décembre 1992, le premier tronçon est inauguré seulement le 28 mars 1993 entre les stations Vanvitelli et Colli Aminei, 4 km, 6 stations. En juillet 1995 il est étendu jusqu’à Piscinola, 4 km, 3 stations. La première ligne de métro est alors appelée Metropolitana Collinare (métro de la colline).
En avril 2001 le tronçon Vanvitelli-Museo, 3 stations, est inauguré (correspondance avec la ligne 2), la station Materdei sur le trajet étant mise en service en juillet 2003.
La ligne est prolongée en mars 2002 d'une station jusqu'à Dante, en plein centre-ville. La ligne 1 n'assurait qu'un service de navette toutes les 30 minutes entre Dante et Vanvitelli. Un service régulier entre Piscinola et Dante ne sera mis en service qu'en décembre 2002.
En mars 2011 la ligne est prolongée jusqu'à Università, située au-dessous de la Piazza Bovio. Une navette à voie unique a été mise en service toutes les 15 minutes entre les gares de Dante et Università, sans arrêt aux gares intermédiaires encore en construction. La station Toledo, située le long de l'importante Via Toledo, sera mise en service en septembre 2012. La station Municipio ne sera mise en service qu'en juin 2015. Un accent particulier a été mis sur la conception artistique des stations dans la nouvelle section.
En décembre 2013 la ligne est prolongée d'une station vers le nouveau terminus Garibaldi, station de correspondance avec la gare de Naples-Centrale et le réseau de Circumvesuviana.
Cette première ligne, rebaptisée Métro de l'art à cause des œuvres d'art contemporaines exposées en permanence dans les stations, constitue de fait l'anneau central du système métropolitain napolitain.
Le 6 août 2021, sur la ligne 1, la station intermédiaire Duomo entre Garibaldi et Università ouvre. Les travaux d'extension, arrêtés en 2011, avaient repris en juin 2017,.
Le 1er avril 2025, la ligne est prolongée d'environ 2 km à l'ouest avec l'inauguration de la station Centro Direzionale.

### La ligne 2
La ligne 2 fut la première ligne du métro de Naples, inaugurée en septembre 1925. Elle fut appelée "Metropolitana FS" par le régime fasciste. En 1993, son intégration juridique a eu lieu dans le métro de Naples, simultanément avec l'inauguration de la ligne 1.
En 1997, elle a acquis le nom de "Ligne 2" avec le plan de transport municipal de Naples.
Entre 2002 et 2005, la ligne a été gérée par la société Metronapoli, après quoi elle a été confiée à Trenitalia, qui l'opère dans le cadre du Service ferroviaire métropolitain de Naples.

### La ligne 6
L'histoire de la ligne 6 commence dans les années 1980 avec le projet de créer une ligne de tramway rapide entre Mostra à l'ouest et Ponticelli à l'est, avec des sections souterraines au centre-ville et des voies de surface avec des passages à niveau dans les zones extérieures. Prévue pour être achevée pour la Coupe du monde de football 1990, la ligne n'a pas été ouverte à temps et le projet est abandonné pour plusieurs années.
Le projet est ensuite inclus dans un programme de transport global, comme métro léger. Le  chantier est rouvert en 2002, le tracé du métro léger reproduit en grande partie le projet de ligne de tramway rapide.
L'ouverture du premier tronçon Mostra - Mergellina, 2,3 km et quatre stations, a eu lieu en février 2007, avec un parcours totalement souterrain. La ligne 6 part donc de l'ouest de la ville, quartier de Fuorigrotta, pour aller vers l'est au centre.
Ansaldo obtient les contrats d'extension Mergellina - Municipio de la ligne 6 en décembre 2003, en septembre 2007 et en juin 2010. La société est donc responsable de la maitrise d'œuvre du projet. Les stations de la ligne sont incluses dans le projet des Stazioni dell'Arte. La mise en service était alors prévue pour 2012 mais l'ouverture sera alors maintes fois reportée.
En raison de la localisation très proches de ses quatre stations avec la ligne 2, la ligne 6 ne fut fréquentée que par environ un millier de passagers par jour. La Municipalité, en attendant l'achèvement de l'infrastructure, a décidé à partir de mars 2011 de limiter le service aux seules heures du matin du lundi au vendredi avec un train toutes les 16 minutes, puis de suspendre complètement le service en décembre 2015.
Les travaux se poursuivent jusqu'à la station Municipio (correspondance avec la ligne 1) avec trois stations intermédiaires : Arco Mirelli, San Pasquale et Chiaia. La fin des travaux qui était alors prévue pour 2021 n'aura finalement lieu que trois ans plus tard avec l'ouverture du prolongement le 16 juillet 2024, soit presque neuf ans après sa fermeture provisoire.

### La ligne 11
La ligne 11 a été ouverte en 2005 et agrandie en 2009. Elle relie les quartiers nord de Naples aux villes de sa province.

## Le réseau actuel

### Lignes
| Ligne   | Parcours                               | Mise en service | Dernière extension | Temps de parcours | Longueur (en km) | Nombre de stations |
| ------- | -------------------------------------- | --------------- | ------------------ | ----------------- | ---------------- | ------------------ |
|         | Piscinola Scampia ↔ Centro Direzionale | 1993            | 2025               | 33 min            | 20,7             | 20                 |
|         | Municipio ↔ Mostra                     | 2007            | 2024               | 16 min            | 5,5              | 8                  |
|         | Piscinola Scampia ↔ Aversa Centro      | 2005            | 2009               | 12 min            | 10,2             | 5                  |
| TOTAL : | TOTAL :                                | TOTAL :         | TOTAL :            | TOTAL :           | 36,4             | 31                 |

#### Ligne 1
Les stations Centro Direzionale et Toledo sont au niveau de la mer. À partir de la station Vanvitelli, la ligne de métro passe en boucle vers le centre-ville à travers un tunnel incurvé à pente raide (5,5 %) pour atteindre la station Salvator Rosa via Quattro Giornate. De Vanvitelli vers le nord, la ligne serpente vers le haut de la montagne pour atteindre son point culminant à Policlinico (268 m d'altitude à l'entrée de la gare) puis redescendre (principalement sur un viaduc) jusqu'au terminus de Piscinola (126 m).

### Stations
Liste des stations du métro de Naples.

## Équipements du métro

### Matériel roulant
Les trains de la ligne 1 sont alimentés en énergie de traction par caténaire sous 1,5 kV cc.

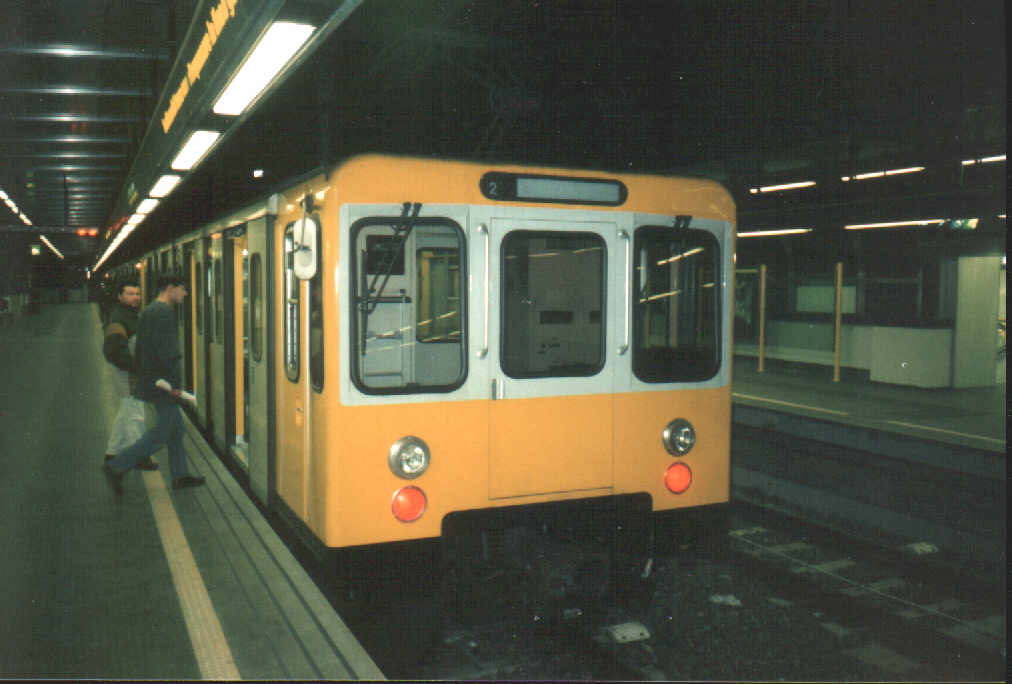
Série M1 sur la ligne 1.

| Matériel  | Construction | Livraison | Suppression | Constructeur            | Type        | Nombre de rames fabriquées | Nombre de voitures par rame | Ligne(s) desservie(s) |
| --------- | ------------ | --------- | ----------- | ----------------------- | ----------- | -------------------------- | --------------------------- | --------------------- |
| M1        | 1991 - 1992  | 1993      | 2024        | Ansaldo, Officine Fiore | Métro       | 45                         | 6                           |                       |
| T67       | 1988 - 1990  | 2007      | en service  | Ansaldo, Officine Fiore | Métro léger | 6                          | 2                           |                       |
| MA 100    | 1976 - 1979  | 2009      | en service  | Ansaldo, Breda          | Métro       | 11                         | 2                           |                       |
| CAF Inneo | 2017 - 2024  | 2022      | en service  | CAF                     | Métro       | 34                         | 6                           |                       |

#### La série M1 d'Ansaldo (ligne 1)
Un total de 22 trains de deux voitures du type M1 ont été livrées par la société Sofer pour la ligne 1 en 1993. Par la suite, Ansaldo livra 23 trains de deux véhicules supplémentaires. Le matériel roulant de la ligne 1, équipé d'automatismes de conduite, a une vitesse maximale de 80 km/h. D'une longueur de 35,6 mètres, les rames sont composées de deux véhicules de traction. Chaque unité dispose de 60 sièges et peut transporter 372 passagers debout, soit un total de 432 passagers.
En raison du vieillissement des véhicules et de leur nombre insuffisant pour desservir les prolongements de la ligne 1, ces derniers ont été progressivement retirés du service avec l'arrivée des nouveaux trains CAF Ineo à partir d'octobre 2022. La dernière rame à circuler sur le réseau fut supprimée en 2024.

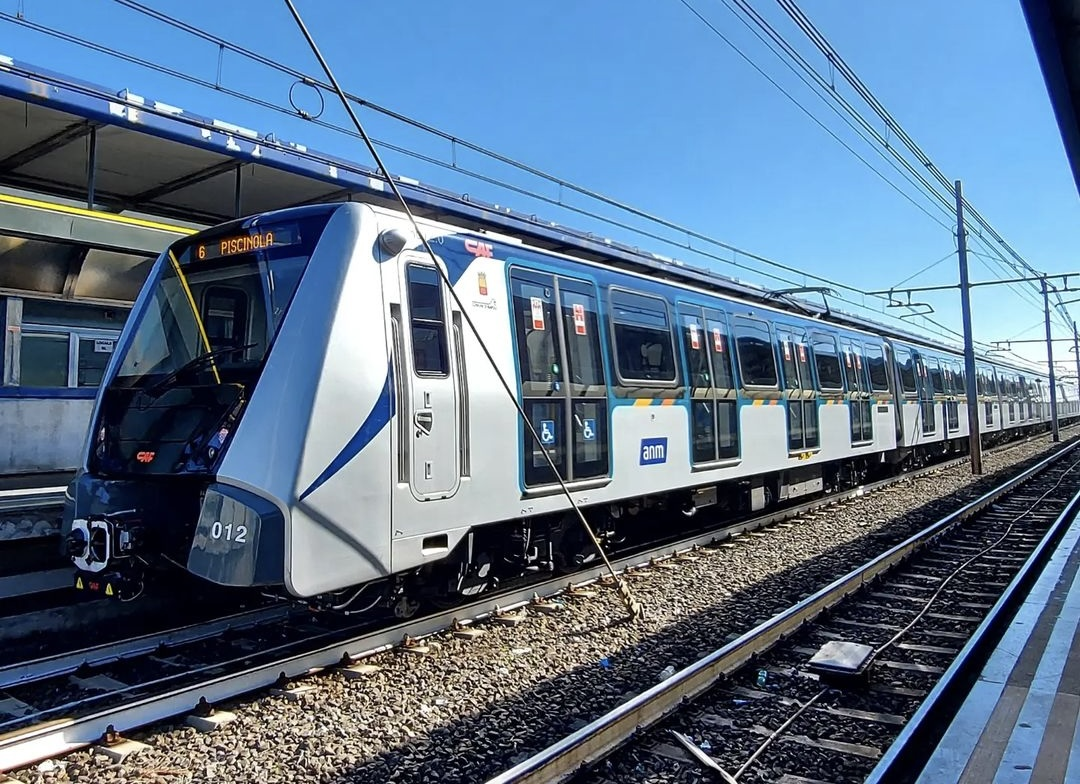
Série CAF Ineo sur la ligne 1.

#### Les Inneo de CAF (ligne 1 et 11)
À la suite d'un appel d'offres en 2015, dans le cadre d'un accord signé avec la société basque CAF par la municipalité de Naples en juin 2016,, douze trains ont été commandés en novembre 2017  puis sept trains en juillet 2019. Ces nouveaux trains de six voitures Inneo, dont les premiers sont attendus en 2020, seront équipées de systèmes de climatisation et de réduction du bruit. Ils transporteront simultanément jusqu'à quatre fauteuils roulants pour personnes handicapées et environ 1 200 personnes, dont 130 sièges.
En juin 2020, CAF a signé un nouvel accord-cadre avec la société Volturno, responsable pour la région Campanie du service de transport public régional ferroviaire et métropolitain. Cet accord consiste en la livraison de 10 rames de métro, aux mêmes caractéristiques que les 19 trains précédents, ainsi qu'en leur maintenance intégrale pendant une période de 3 ans et en la livraison de pièces de parc. Les trains desserviront la ligne Piscinola - Aversa Centro du réseau de métro de la ville de Naples. CAF a conclu le premier contrat de cet accord-cadre pour livrer les 4 premiers trains.

La première rame fut testée sur la ligne 1 en juillet 2021 mais à la suite d'un incendie endommageant le toit de cette dernière, les essais furent temporairement suspendus. Finalement, les essais reprirent en janvier 2022 et la première rame entra en service le 18 octobre de la même année. En 2024, la série CAF Ineo équipe entièrement la ligne 1 avec 14 trains. De nouvelles rames qui équiperont la ligne 11 sont en cours de livraison, permettant ainsi le remplacement des trains de la série MA 100.

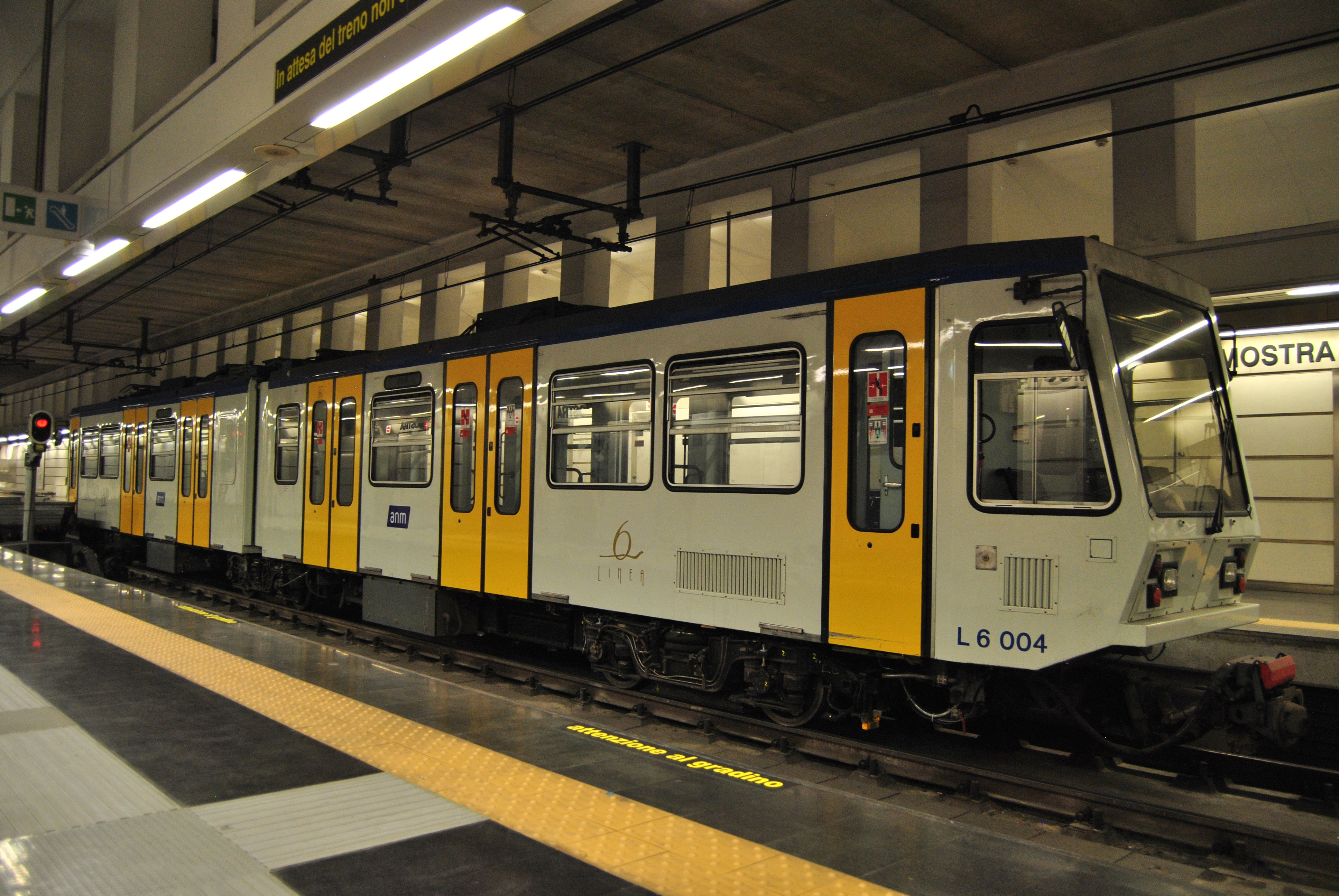
Série Firema T67 sur la ligne 6

#### Les Firema T67 (ligne 6)
Les véhicules de la ligne 6 sont alimentés en énergie de traction par caténaire sous 750 Vcc. Les trains utilisés sont des voitures T67 de Firema, avec des caractéristiques typiques d'une voiture de tramway puisqu'à l'époque elles ont été commandées pour être utilisés sur le réseau de tramway, à tel point qu'ils sont également équipés d'indicateurs de direction. Leur vitesse maximale est de 75 km/h.

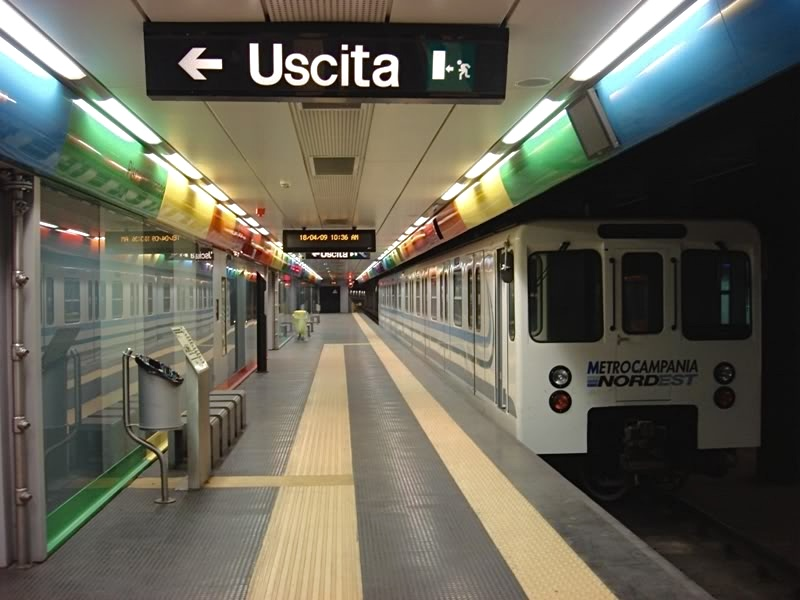
Série MA 100 sur la ligne 11.

#### La série MA 100 d'Ansaldo Breda (ligne 11)
Les trains de la série MA 100 furent livrées entre 1976 et 1979 pour desservir le Chemin de fer Rome-Lido ainsi que la ligne A du Métro de Rome. A la suite du renouvellement des trains sur ces lignes au cours des années 2000, certaines rames initialement destinées à la casse furent transférées sur le réseau de Naples pour desservir la futur ligne 11. Après avoir subie une rénovation, les rames commencèrent à circuler à partir de 2006 avec un effectif de 12 trains sur la ligne.
Les trains de la série MA 100 seront remplacés à partir de 2025 par les nouveaux trains de la série CAF Ineo actuellement en cours de livraison.

### Courants faibles
Les équipements d'automatismes et électroniques de la ligne 1 sont fournis pas la société Ansaldo.

## Exploitation et fréquentation
La ligne 1 est en service régulier avec des trains toutes les 9 minutes aux heures de pointe, toutes les 10–12 minutes en heures creuses. En moyenne, la ligne est utilisée chaque jour par 135 000 voyageurs en semaine et 50 000 voyageurs les jours fériés.
Les voyageurs se plaignent de la faible fréquence des trains, des retards fréquents de trains, voire des interruptions récurrentes du service. Selon les conclusions d'une étude de la Commission européenne, malgré l'obtention de certains résultats, plusieurs raisons conduisent à cette sous-performance, allant d'une faible capacité de prévision à une gouvernance du projet inappropriée, en passant par une faible capacité de gestion.

## Constructions et projets d'extension

### Les constructions en cours

Projet de ligne 1 dans sa version finale

La ligne 1 sera prolongée vers l'aéroport de Naples-Capodichino, avec deux autres stations : Tribunale et Poggioreale. La station Tribunale, avec ses trois voies, constituera aussi le terminus de la ligne Arcobaleno qui, grâce à son prolongement de Piscinola (terminus actuel) à Capodichino, assurera l'achèvement de l'anneau métropolitain avec huit stations supplémentaires au total. Les rames des deux lignes parcourront alors les mêmes voies de Piscinola à Tribunale. Une fois les travaux terminés, il sera possible de relier de façon capillaire l'aéroport, la gare, le port, et toute la conurbation au nord de Naples jusqu'à Aversa.
Le réseau de métro fait partie d'un important plan de restructuration et de développement, qui permettra à la fin des travaux d'intégrer les lignes et de construire de nouvelles stations et nœuds de correspondance, tout cela dans le but de bâtir un réseau de 10 lignes souterraines  (dont 4 métros et 5 lignes de chemins de fer suburbains) avec de nombreuses correspondances et interconnexions avec les parkings. Le projet se base sur la constitution de trois « anelli » (anneaux) métropolitains : « centrale », « orientale » (à l'est) et « occidentale » (à l'ouest).
D'autres projets lui sont liés :
- le projet « 100 stazioni » (100 stations) dont une grande partie dans la commune de Naples ;
- le projet « Stazioni dell'arte » (stations artistiques) qui propose de décorer toutes les stations d'œuvres d'art modernes et dans certains cas, d'exposer les stations elles-mêmes comme œuvres d'art.

Ce vaste projet se heurte toutefois aux réalités financières incontournables. Les travaux sont souvent arrêtés pour raisons budgétaires.